# Belli (peuple celtibère)
Pour les articles homonymes, voir Belli.
Les Belli, aussi désignés sous le nom de Beli ou Belaiscos étaient un peuple celtibère de la péninsule Ibérique qui vécut dans la province espagnole actuelle de Saragosse au IIIe siècle av. J.-C.